# Phönix D.I
A Phönix D.I osztrák gyártmányú vadászrepülőgép volt az első világháború idején.

## Története
1916-ban az osztrák Phönix Flugzeugwerke német licenc alapján elkezdte gyártani a Hansa-Brandenburg D.I vadászgépet és ennek a típusnak az alapján szinte azonnal elkezdték kifejleszteni saját modelljüket, a Phönix D.I-et. A munkát dr. Leopold Kirste vezette. A francia Nieuport-gépek mintájára megnövelték a felső szárny és csökkentették az alsó méretét. A jellegzetes csillag alakú szárnymerevítő helyett egy egyszerűbb, V alakú merevítőt építettek be, megnövelték a függőleges vezérsíkot és a pilóta jobb kilátása érdekében magasabbra tették az ülést. Az új repülőt erősebb, 200 lóerős Hiero motor hajtotta és az addigi egy géppuska helyett két Schwarzlose-géppuskával szerelték fel, amelyeket a motor két oldalához erősítettek. A légcsavaron keresztül történő tüzelést megengedő szinkronizációs szerkezet gyártása lassan zajlott, előfordult, hogy ötven gép is várt a felfegyverzésre. A D.I három szériában készült (31, 55 és 34 db), amelyeknek azonosak voltak a paramétereik, csak a motor gyártója volt más.
A fronton való kipróbálás után gyorsabbnak és jobban emelkedőnek bizonyult, mint a Császári és Királyi Légierő által általánosan használt német Albatros D.III, de nem érte el az antant új vadászgépeinek teljesítményét. A gyár kifejlesztett egy új változatot, a D.II-t, amely 50 kg-mal könnyebb volt ugyan, de szerkezeti gyengeségek léptek fel, előfordult a motortartó bak és a szárnyak törése; emiatt ebből a szériából csak 48 db készült. A javított, D.IIa változat már 230 lóerős motort kapott, bár a szerkezeti gyengeség továbbra is fennállt. Ebből is 48 darabot gyártottak.
Az utolsó típusváltozat a Phönix D.III volt, amelyben a fordulékonyság javítására az alsó szárnyakat is csűrőlapátokkal látták el és a géppuskákat közelebb helyezték el a pilótához, aki így elérhette azokat és megpróbálhatta megjavítani ha beragadtak. Ebből 61 darab készült el, de a frontra nem jutottak el a parancsnoksággal való elszámolási vita miatt.
A háború után, 1920-ban húsz D.III-ast Svédország vásárolt meg. Mivel a 230 lóerős motorokat ekkor már nem gyártották, 200 lóerőset kaptak, így néhol D.II-ként hivatkoznak rájuk. 1925-ben a svédek a veszteségek pótlására újabb 10 darabot rendeltek, majd 1933-ban végképp kivonták a szolgálatból.

## Műszaki paraméterei

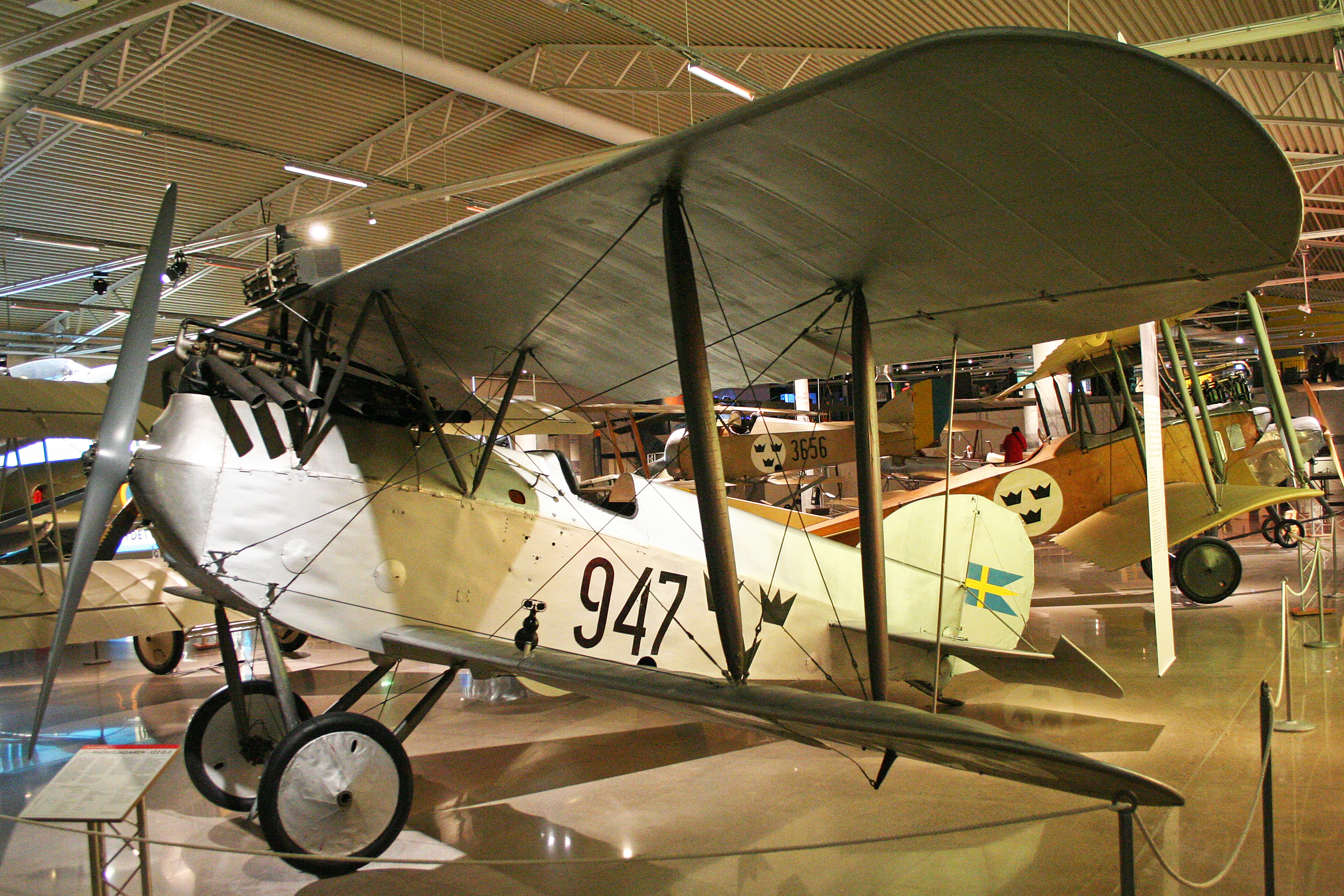
Phönix D.III a svéd légierő múzeumában

A repülőgép törzse és szárnya favázas volt; a törzset rétegelt falemezzel, a szárnyakat vászonnal borították.
- személyzet: 1 fő
- szárnyfesztávolság: 9,8 m (felső), 9 m (alsó)
- szárnyfelület: 25 m²
- törzshossz: 6,75 m
- magasság:2,65 m
- üres súly: 660 kg
- felszállósúly: 950 kg
- maximális sebesség: 185 km/h
- emelkedés: 3 perc alatt 1000 méterre
- hajtómű: 1 db 230 lóerős hathengeres, soros, vízhűtéses Hiero motor
- fegyverzet: 2 db 8 mm-es 1907/12M Schwarzlose géppuska

## Rendszeresítő országok
- Osztrák–Magyar Monarchia
- Svédország (a háború után)
- Jugoszlávia (a háború után)